# Borowskie Wypychy
Borowskie Wypychy – wieś w Polsce położona w województwie podlaskim, w powiecie białostockim, w gminie Turośń Kościelna.
Zaścianek szlachecki Wypychy należący do okolicy zaściankowej Borowskie położony był w drugiej połowie XVII wieku w powiecie suraskim ziemi bielskiej województwa podlaskiego. W latach 1975–1998 miejscowość administracyjnie należała do województwa białostockiego.
Wierni kościoła rzymskokatolickiego należą do parafii św. Wojciecha w Uhowie.